# Floriano Arresti
Floriano Maria Arresti (15. prosince 1667 Bologna – 1717? tamtéž) byl italský barokní hudební skladatel.

## Život
Floriano Maria Arresti pocházel z hudební rodiny. Jeho otec byl varhaník a hudební skladatel Giulio Cesare Arresti. Základní hudební vzdělání získal u otce. 6. dubna 1684 byl přijat do Filharmonické akademie (Accademia filarmonica di Bologna). V letech 1689–1691 dále studoval hru na varhany a kontrapunkt v Římě u Bernarda Pasquiniho a působil také jako varhaník v kostele S Maria in Trastevere. V roce 1703 se vrátil do rodného města a byl jmenován varhaníkem tamější katedrály San Pietro, kde působil až do své smrti v roce 1717. Přesné datum úmrtí není známo.

## Dílo

### Oratoria
- Mater Machabaeorum (Řím 1704)
- Zoe e Nicostrato convertiti da s. Sebastiano martire (Bologna 1708)
- La décollazione del S. Precursore (Bologna 1708)
- Zelo trionfante di s. Filippo Neri nella conversione dell'anime traviate (Bologna 1710)
- La Giuditta (Bologna 1717)

### Opery
- L'enigma disciolto (Bologna, Teatro Formagliari, 1710)
- Con l'inganno si vince l'inganno (Bologna, Teatro Angelelli, 1710)
- Crisippo (Ferrara, Teatro Bonaccossi, 1710; Bologne, Teatro Angelelli, 1710)
- Il riso nato trà il pianto, pastorale fatta l'ano (Bologna 1710)
- Pelope fatta li (Bologna 1710)
- La Costanza in cimento con la crudeltà (Benátky, Teatro S. Angelo, 1712)
- Il trionfo di Pallade in Arcadia (Bologna, Teatro Marsigli-Rossi, 1716)

### Kantáty
- Vedi che cara pena, per contralto e basso continuo
- Sdegno ed amor in me, per contralto e basso continuo
- Agitato il cor mi sento, per soprano e basso continuo
- Se per voi seno adorato, per contralto e basso continuo